# Jean-Baptiste Leblond (1747-1815)
Pour les articles homonymes, voir Jean-Baptiste Leblond et Leblond.
Jean-Baptiste Leblond est un botaniste et médecin naturaliste du roi Louis XVI. Entre 1767 et 1802, Leblond voyage à la Martinique, à Trinité, au Venezuela, en Colombie, en Équateur, au Pérou et en Guyane, où il réalise des études cartographiques et ethnologiques ainsi que des prélèvements de minéraux, végétaux et animaux encore inconnus. Sur la base de ses voyages, Leblond écrit un ouvrage appelé Voyage aux Antilles et à l'Amérique méridionale.

## Leblond en Guyane
Après ses premiers voyages, desquels il revient en France avec 250 livres de platine offertes au roi et à la science, il propose de partir en mission en Guyane afin de chercher du quinquina, arme naturelle contre le paludisme, alors uniquement produit par les espagnols au Pérou.
Plusieurs expéditions en pirogue sont réalisées afin de remonter les fleuves guyanais: En 1787, il remonte la Mana et l'Oyak; en 1788, le Sinnamary;  enfin en 1789, l'Oyapock jusqu'à sa source.
En 1790, Leblond s'installe à Cayenne où il devient député à l'assemblée de la colonie en juillet. D'abord esclavagiste, puis devenu anti-esclavagiste, il est favorable aux idées révolutionnaires, il quitte rapidement sa fonction et revient en métropole jusqu'en 1793. De retour à Cayenne, il est nommé président du tribunal et accusateur public. Il préside également l'assemblée coloniale.
En sa qualité de botaniste, il développe la plantation nationale de la Gabrielle à Roura, de même que sa propriété où il exploite 85 esclaves en 1801.
En 1802, il fut intégré à la mission d'exploration du territoire du Pará contesté par le Brésil portugais. Après l'échec de cette mission, il repart en métropole où il tente, en vain, de faire publier ses voyages, de promouvoir la Guyane et d'intégrer l'Institut de France.

## Postérité
Une des plus grosses araignées du monde, la mygale de Leblond (Theraphosa blondi), lui est dédiée.
Il a laissé son nom au "marais Leblond", au "canal Leblond", à la "digue Leblond", au "carrefour Leblond", qui se trouvent à proximité de son ancienne habitation à Cayenne, à la "Montagne Leblond" (massif de la "Montagne des Pères" ou "Monts de la Condamine") à proximité de Kourou, et à la "crique Leblond" (bassin du Koursibo) dans le secteur de l'actuelle Réserve naturelle nationale de la Trinité.